# Castelo de Saint-Ange

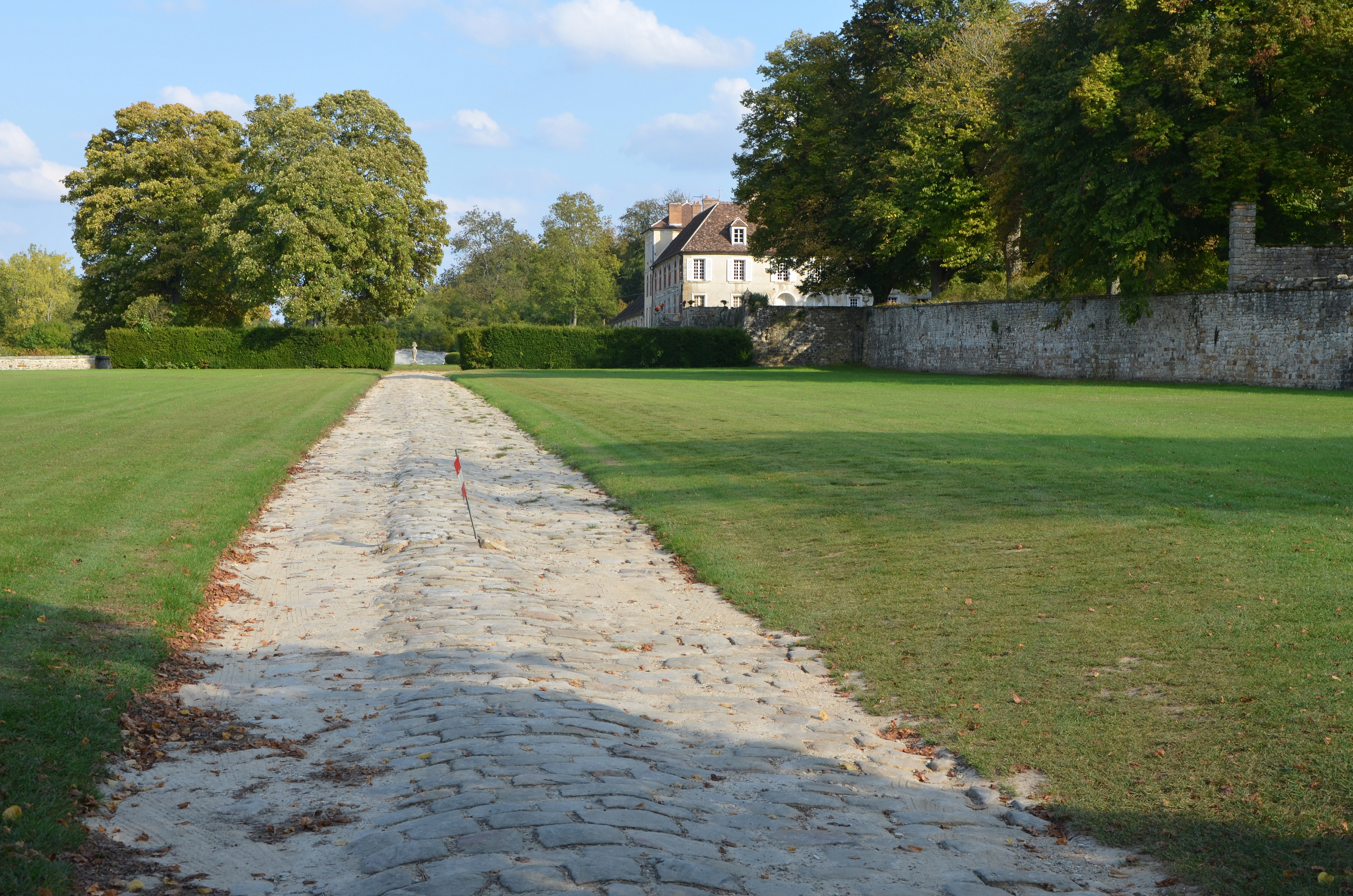
Edifícios de serviço e parque do antigo palácio.

O Château de Saint-Ange foi um palácio francês situado na comuna de Villecerf, departamento de Seine-et-Marne, em França. Foi construído a partir de 1543 sob o nome de Châteauneuf de Challeau, para Anne de Pisseleu, Duquesa de Etampes, numa parte do feudo de Beaumont-les-Challeau comprado por Francisco I, de quem era amante, dez anos antes, aos Le Groing, Senhores de Challeau.
Esta "maison de plaisance bâtie à la moderne" ("casa de prazer construída à moderna"), para usar os termos de Claude Chastillon, que lhe dá uma primeira gravura, é citada como um dos "plus excellents bâtiments de France" ("mais excelentes edifícios de França") por Jacques Androuet du Cerceau, o qual publica desenhos e comentários sobre a estrutura.

## História

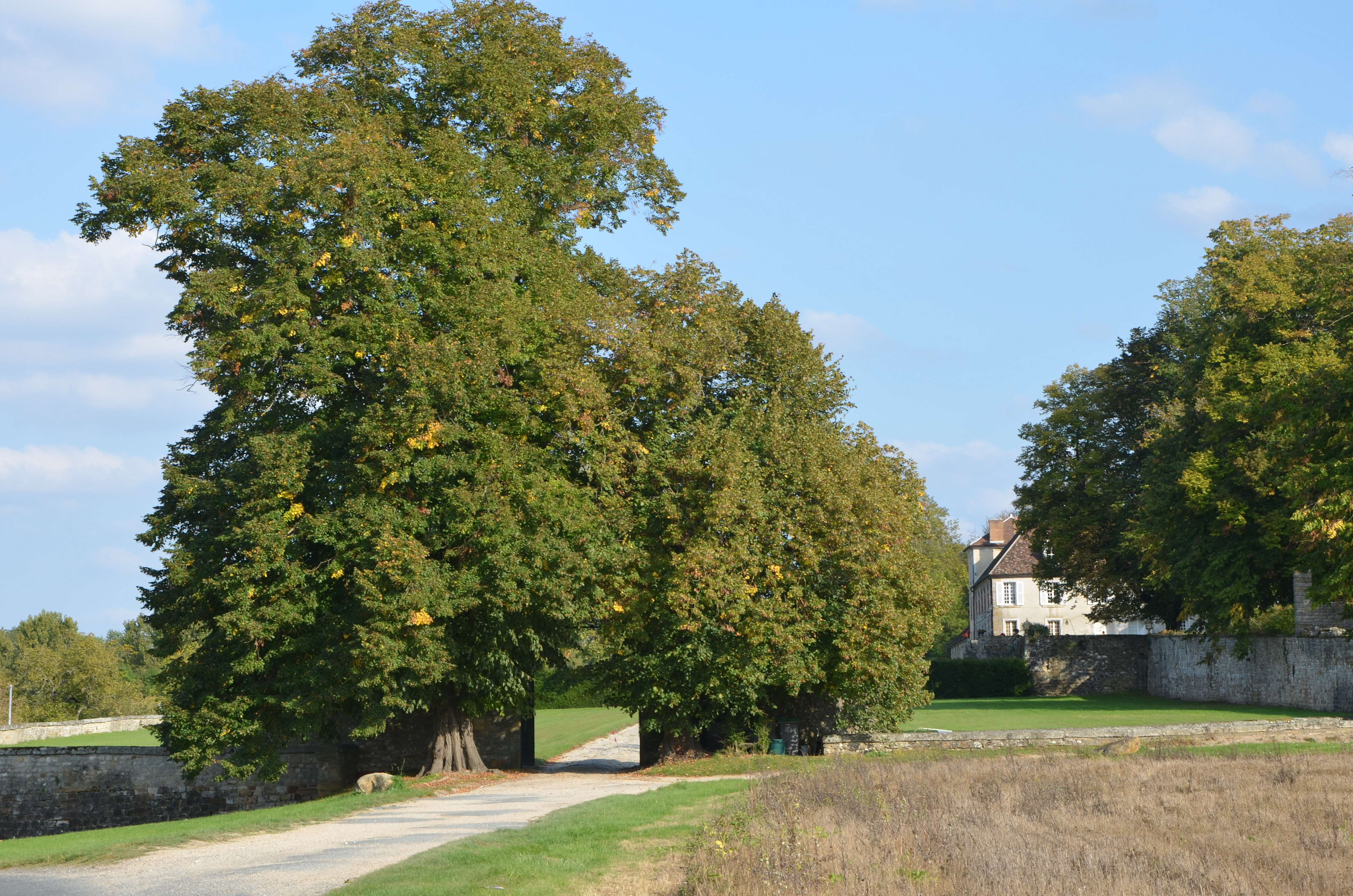
Entrada da propriedade do antigo palácio.

Construído à moda italiana por Pierre Chambiges, num estilo próximo daquele que o mesmo arquitecto usaria no Château de la Muette, este palácio possuía tectos planos em pedra de ligação. Abria-se, estreia absoluta na história das construções em França, directamente para quatro lados de jardim, com os jardins de honra a norte e os futuros jardins de água a sul, estes últimos dominando o edifício. O conjunto estava organizado por terraços compartimentados por muros de suporte que cortavam a elevação da colina até às margens do Rio Orvanne.
Passado, em 1607 e 1609, por Marguerite Hurault, sobrinha e herdeira de Anne de Pisseleu, para Antoine Le Charron, Barão de Dormelles, um cortesão de Henrique IV, foi alterado pelo seu irmão mais novo, François Le Charron, que o herdou em 1624. Em 1628, o Rei Luís XIII permitiu que Claude Le Charron renomeasse o palácio com o nome de Château de Saint-Ange para comemorar o seu mandato como embaixador francês no Castelo de Santo Ângelo, em Roma.

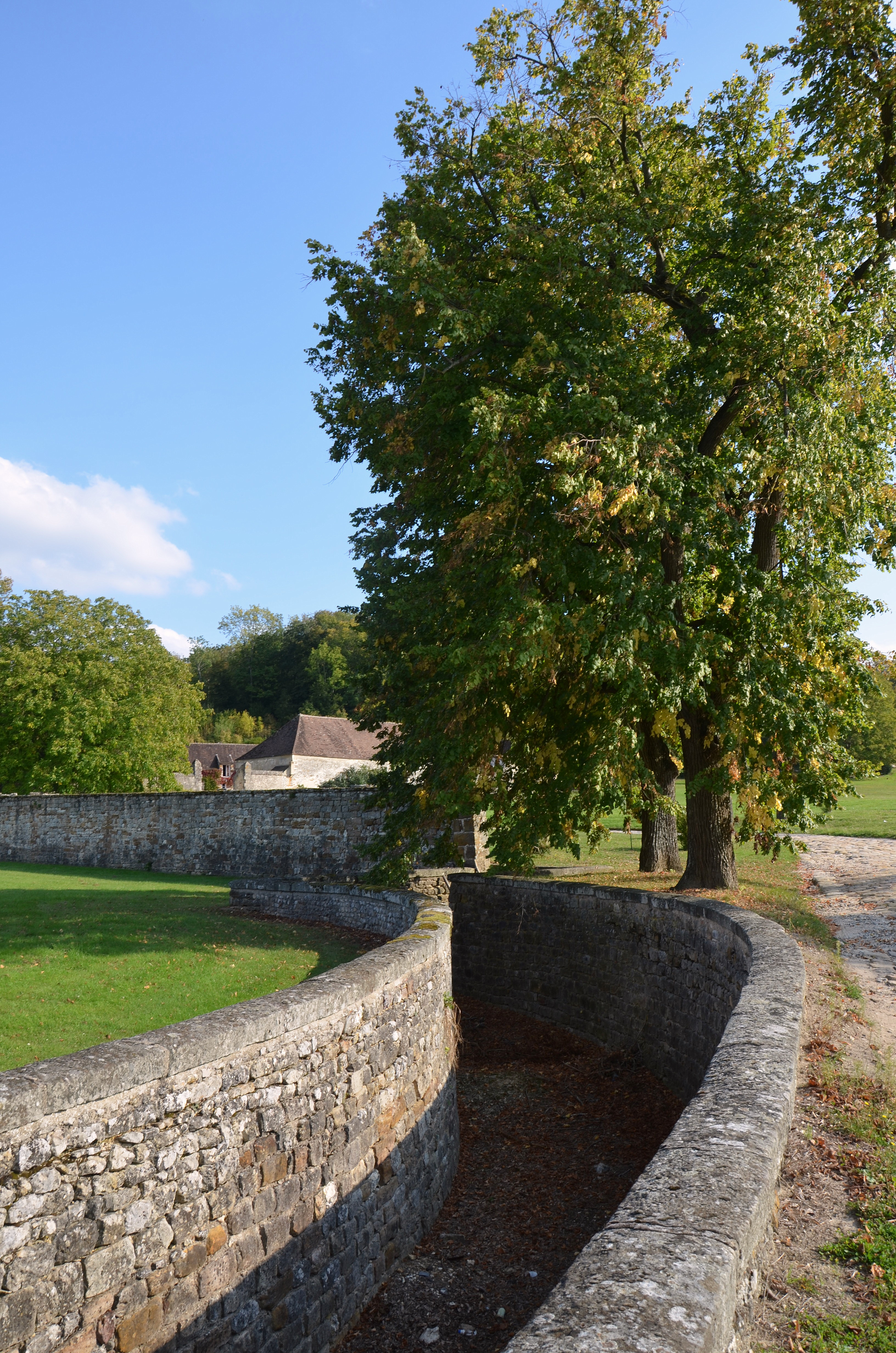
Canal de alimentação do parque do antigo palácio.

A propriedade de Challeau/Saint-Ange, situada a doze quilómetros de Fontainebleau, era um dos locais de encontro de caça mais populares do seu tempo, graças à abundância de cervos que ali eram mantidos.
Com François I Le Charron, e depois com o seu filho mais velho, François II, o domínio foi consideravelmente modificado na sua ornamentação: gradeamento de entrada monumental, jardins de água, florenta transformada em parque de recreio em mais de 200 arpents (unidade de comprimento), ritmados por alamedas e contra-alamedas, pontos redondos e edifícios, precedidos por jardins bordejados por buxos e teixos, ditos jardins de arbustos, que faziam a sul simetria com os jardins de água a norte, aproveitando a elevação do terreno para permitir a alimentação de numerosos repuxos nos seus tanques. Ao centro do maior destes tanques, navegava uma galera. Descritos por Madeleine de Scudéry, e mais tarde por Dezallier d'Argenville, são testemunhos da arte dos jardins dos séculos XVII e XVIII.
Depois de François II Le Charron, Luís XIV determina que Charles Quentin de Richebourg receba o palácio para o transmitir ao seu genro, Louis Urbain Lefebvre de Caumartin, o "Grande Caumartin", na família do qual permanecerá até ao Directório. Com a Revolução Francesa, o último Caumartin, Marc Antoine, intendente de Franche-Comté, é declarado emigrado por ter partido, em 1790, para Bristol, na Inglaterra, obrigando o seu pai, o velho prévot dos mercadores de Paris, a vender o domínio. O palácio seria desmantelado (1795-1797) e desmontado pedra por pedra (1799-1803), depois de terem sido vendidos os seus mobiliários e colecções (1797).

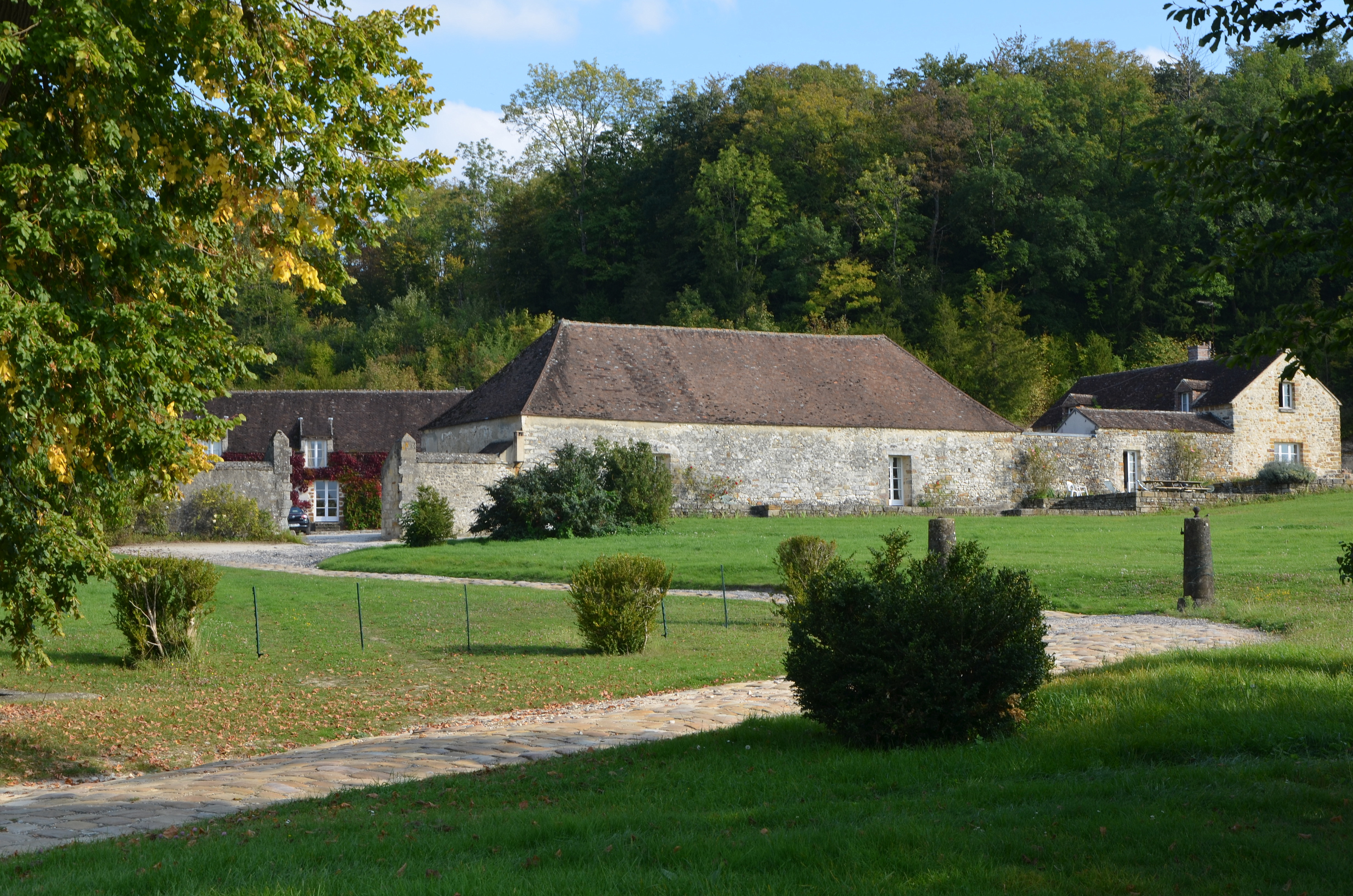
Edifícios da antiga quinta ligada ao palácio.

Depois da ocupação prussiana de 1814, os restos do palácio são adquiridos, durante a Restauração, por Balthazar de Rennel, Conde de Lescut e do Santo Império. A sua filha Virginie tornar-se-ia Marquesa Desroys por casamento, levando os despojos para aquela família, a qual construiria o essencial do domínio, reunindo o parque ao local do antigo palácio, onde restavam os importantes subsolos e caves, aumentando e castelizando a conciergeria tornada no palácio actual, classificado com o seu sítio como Monumento Histórico.
Os arredores do Château de Saint-Ange, inscritos no triângulo Nemours-Moret-Montereau, ao longo da sua história, assistiram a várias guerras e ocupações; começando pela entrada da própria região de Gâtinais para o domínio real (1067-1081), a que se seguiu a Guerra dos Cem Anos, com as ocupações inglesas e borgonhesas, ocupações durante as guerras da religião do século XVI, pela Fronda, sobretudo em 1652, durante a Campanha da França (1814), com ocupações dos prussianos e dos cossacos, e a Guerra franco-prussiana (1870-1871, com a ocupação pelos exércitos de Württemberg e do Hesse. Por fim, foram ocupados pelas tropas alemãs do Terceiro Reich a partir de Junho de 1940.